# Зам'ятино
Зам'я́тино (рос. Замятино, марій. Куткынур) — присілок у складі Гірськомарійського району Марій Ел, Росія. Входить до складу Червоноволзького сільського поселення.

## Населення
Населення — 56 осіб (2010; 96 у 2002).
Національний склад (станом на 2002 рік):
- марі — 100 %